# New York University Program Board
Le Program Board de l'Université de New York est une organisation étudiante financée par l'université, dont le but est d'organiser des événements de qualité à un prix abordable. Créé [Quand ?], le Program Board ne s'intéresse pas seulement aux membres de l'université, il coorganise également des événements majeurs[réf. nécessaire] et des mois à thème avec d'autres départements ou universités. En collaboration étroite avec le Service des Activités Étudiantes de l'université, le champ d'action du Program Board s'étend de l'organisation de programmes culturels (de conférences notamment) à l'organisation de soirées (tel que des concerts).